# Lepturidium insulare
Lepturidium es un género monotípico  de plantas herbáceas de la familia de las poáceas. Su única especie: Lepturidium insulare Hitchc. & Ekman, es originaria de Cuba de la Isla de Pinos. Es una especie halófila que crece en las arenas blancas de la isla.
Algunos autores lo incluyen en el género Brachyachne.

## Descripción
Son plantas perennes; cespitosas o decumbentes. Culmos de 10-30 cm de alto; herbácea; no ramificado anterior. Hojas no se agregan basales; conspicuamente dísticas; no auriculadas. Vainas en superposición, pilosa o vellosidades arriba y alrededor de la base de la hoja. Hoja lineal-lanceoladas; estrecha; de 1-2 mm de ancho (y 1-2 cm de largo); plana o enrollada (involucionan devenir, las puntas duras, obtuso, con forma de barco); sin glándulas multicelulares abaxial; sin venación; persistente. La lígula una membrana con flecos, o una franja de pelos (?). Las plantas son dioicas (según la descripción original - sin pistilos encontrados en las muestras examinadas); sin floretes hermafroditas. Las espiguillas solo para femeninas o solo para masculinas (?). Plantas con presumiblemente exogamia.

## Taxonomía
Lepturidium insulare fue descrita por C.L.Hitchc. & Ekman y publicado en Manual of the grasses of the West Indies 111, f. 71. 1936.